# ستيوارت بنسون
ستيوارت بنسون (بالإنجليزية: Stuart Benson)‏ هو متزلج جماعي بريطاني، ولد في 12 فبراير 1981 في بيزلي في المملكة المتحدة.

## وصلات خارجية
- ستيوارت بينسون على موقع أوليمبيديا (الإنجليزية)
- ستيوارت بينسون على موقع اللجنة الأولمبية البريطانية (الإنجليزية)